# Húsar
Húsar is een dorp dat behoort tot de gemeente Húsa kommuna in het oosten van het eiland Kalsoy op de Faeröer. Húsar heeft 55 inwoners. De postcode is FO 796. Het is het oudste dorp op het eiland. Driemaal per dag vaart de veerboot vanuit Húsar naar de stad Klaksvík op het naburige eiland Borðoy. De andere dorpen op het eiland zijn te bereiken met de bus.

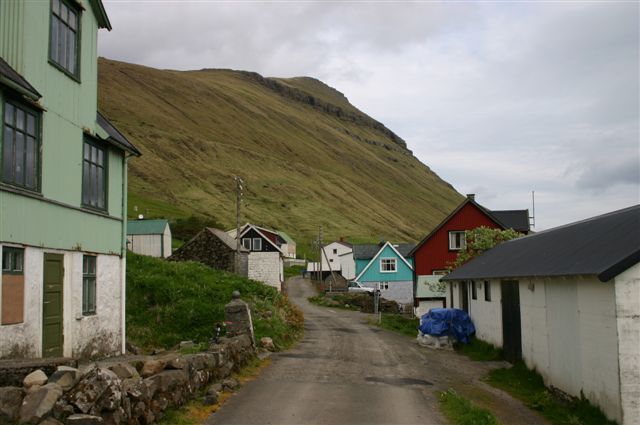
Húsar
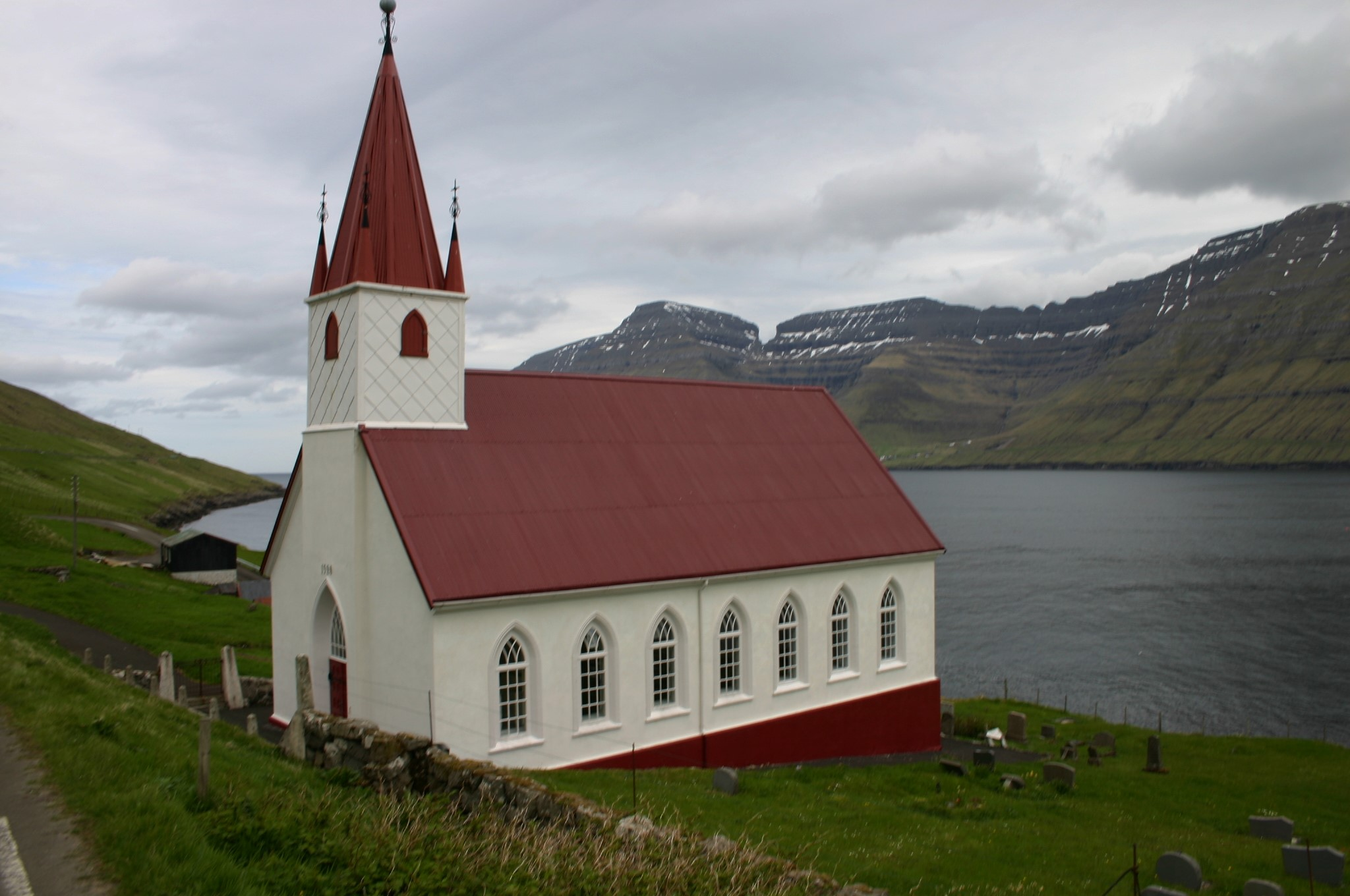
Kerk in Húsar